# B&T GL-06榴彈發射器
B&T GL-06（英語：Brügger & Thomet GL-06）是一款由位於瑞士图恩（德語：Thun）的槍械及其附件生產商布鲁加&托梅（簡稱：B&T或B+T）公司所設計及生產的單發式肩射型榴弹发射器，發射40×46毫米低速榴彈。

## 歷史
在最近數年，隨著一些領先的欧洲國家對騷亂控制和公共秩序維持能力提升的需求，其執法機關部隊對能發射非致命性彈藥的特殊防暴榴彈武器系統的要求也更高，新一代榴彈系統正朝輕型化、大口徑且能發射各種非致命性彈藥（包括閃光彈、豆袋彈、催淚彈等）的方向發展。同時還應具有較高精度，特別是在對峙期間可以輕易、準確地針對人體弱點瞄準及射擊（這種情況通常是超出40公尺），對他倆只造成輕微的影響。於是，在图恩（德語：Thun）的布鲁加&托梅（簡稱：B&T或B+T）公司在2008年為其客戶生產及提供了一種新武器和特殊彈藥，一種同時兼容於發射致命性彈藥的40毫米低速榴彈和非致命性彈藥的40毫米非致命性彈藥。
GL-06是一款專門給軍隊和執法機關使用的獨立肩射型榴弹发射器。

## 設計細節

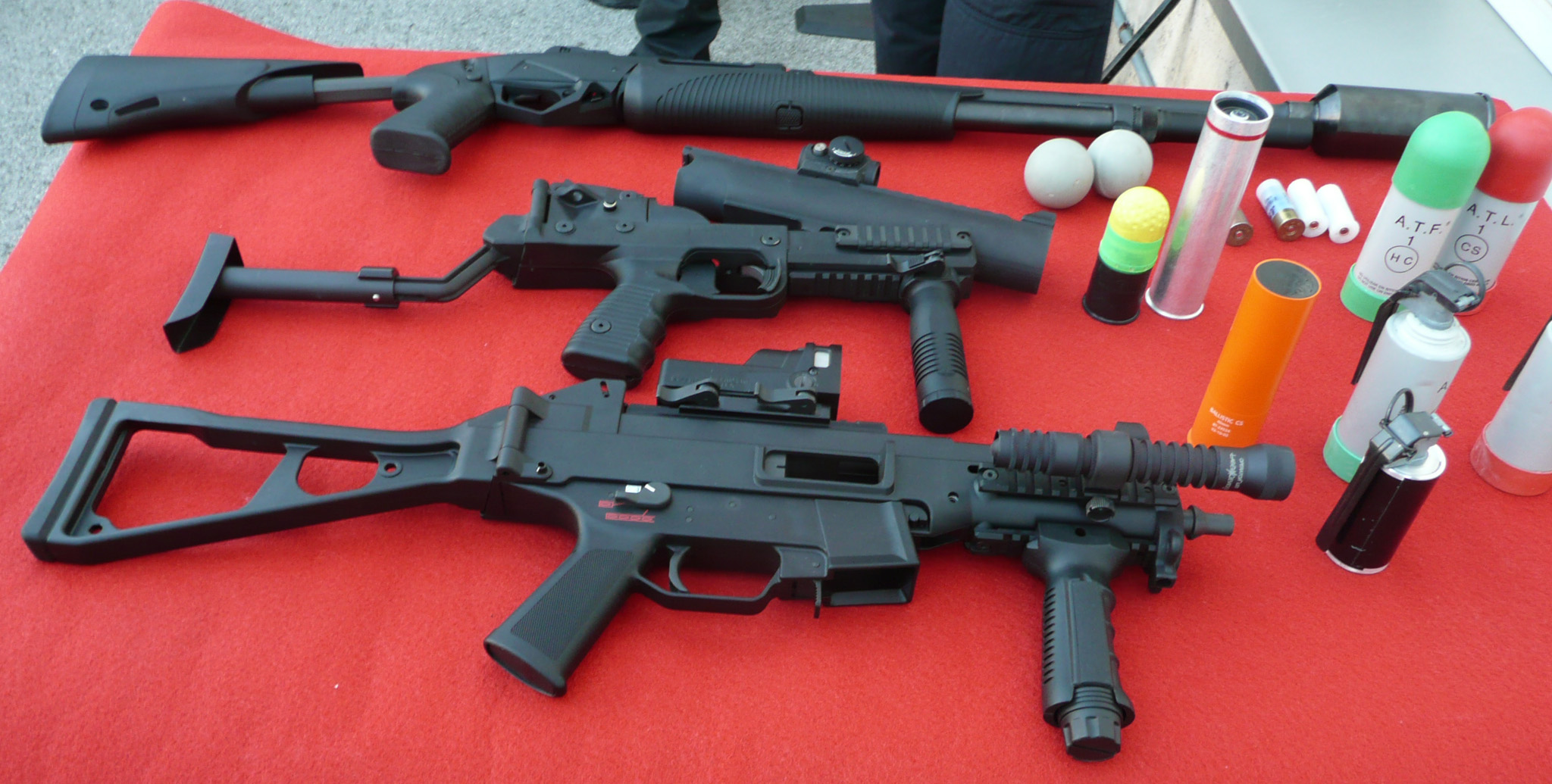
放於中間並且裝上防彈頭盔面罩用途折疊式槍托的B&T GL-06榴彈發射器。

### 基本功能
GL-06是一具能夠執行多重戰術任務的獨立使用型第三代單發式40毫米榴彈發射器系統。當使用非致命性彈藥時，它能有效地完成騷亂人群控制和治安任務；而當裝填高爆彈藥時，它是一款可靠的地面戰術支援武器。第三代40毫米榴彈系統的主要特點是採用新型材料，以大量聚合物替代早期的鋼鐵和鋁合金材料，並且重新設計了膛室和槍管，採用上擺式或側擺式裝填方式，對彈藥的最大長度不再有嚴格限制，而且可加裝光學瞄準鏡。
槍管與機匣是由钢材所製成，而槍托、手槍握把等多個部件則是以聚合物製成，後者以包著機匣的方式裝在機匣上面。

### 設計定位
GL-06是一款獨立使用型40毫米榴彈發射器，不能加掛到步槍以上。之所以沒有採用下掛式設計，和其主要功能定位用於控制人群騷亂有關。由於GL-06主要定位於執行騷亂控制和治安任務的警察和執法機構，而這些單位在執行任務時會盡力避免攜帶可能造成傷亡的步槍等武器，可獨立使用的GL-06榴彈發射器則最能有效發揮作用。
在設計上，GL-06參考了同類型的早期型單發式肩射型榴弹发射器（例如美国M79和德国HK 69）的優點，並且採用上擺式結構。具有質量輕巧、結構緊湊簡單、堅固耐用、非常能夠準確、战术靈活和人體工學設計優秀的優點。
GL-06的所有操作部件均可左右手通用，就連掛載戰術槍背帶的圓孔也兩側設計，增加了GL-06使用的靈活性。

### 保險
與其他許多40毫米榴彈系統一樣，GL-06採用了扳機力較大的純雙動發射機構。對於爆炸威力巨大的榴彈而言，雙動發射機構其實兼具一種保險功能，即可以避免因扳機被意外輕觸而引起的偶然發火事故。在扳機護環前端有槍管鎖定桿，向前推動鎖定桿即可打開槍管，完成裝彈或退殼等動作。其扳機護環的空間較大，即使戴著厚手套也能自如地進行操作。機匣後端設有橫閂式保險，將橫閂式保險推向右側時為保險狀態，保險將限制擊鎚的運動；將橫閂式保險推向左側時為解除保險狀態，此時保險左端的紅圈露出。

### 發射操作
GL-06的發射操作簡單。裝填彈藥時，要以槍管前端為軸心，並且把槍管向上抬起，以向槍管膛室內裝填彈藥。然後下壓槍管後端使槍管閉合，此時底部卡座上的兩塊突筍卡在機匣的卡口上，槍管就被牢牢鎖定。機匣內部裝上的擊鎚具有自動回到待擊模式功能，只要扣動雙動操作扳機以釋放其內置式擊鎚，向前撞擊彈藥底火擊發榴彈，榴彈就會在發射藥燃氣的作用下射出。

### 彈藥
GL-06可使用多種彈藥，基本上只要符合40×46毫米規格的彈藥均可使用。其採用與M79類似的中折式裝填結構，而非泵動式結構（前推裝填），很大程度上是出於對彈藥兼容性的考慮。近年來40毫米榴彈家族呈現出繁榮的景象，各種新型彈藥層出不窮。既有集成攝像頭和數據傳輸功能的40毫米偵察榴彈，也有著有效射程達800公尺（874.89码，2,624.67英尺）的中速榴彈，還有其他不同類型的40×46毫米防暴榴彈。而泵動式榴彈發射器不能裝填長度超過槍管前後移動距離的榴彈。因此，對需要使用各型非致命性彈藥的GL-06而言，中折式裝填結構較為適合。
另外，GL-06採用的是上擺式槍管結構。不採用側擺式槍管結構是因為這種結構多用於下掛式榴彈發射器。為方便裝填彈藥，其槍管尾端還設有半圓開口，這一設計極具人性化。

### 瞄準具
GL-06的機械瞄具為鬼環式照門和帶護翼片狀準星的組合。作為預設、應急和備用瞄準具，鬼環式照門既能確保較高的射擊精度，也能為使用者在各種光線條件下提供快速捕捉目標的能力。在使用標準40毫米彈藥時，機械瞄具的零刻度默認射程為25米，為確保發射精度，隨武器附送的使用指南中還列出了不同距離的瞄準點調整參數。射手經過簡單的練習，即可熟練地根據目標調整機械瞄具。
GL-06的槍管上方設有MIL-STD-1913戰術導軌，可以用以安裝光學瞄準鏡、紅點鏡／反射式瞄準鏡、全息瞄準鏡、棱鏡式瞄準鏡、夜視鏡或热成像仪等配件。

### 附件
GL-06在槍管頂部以及機匣前端左、右、下側安裝有合共4條MIL-STD-1913戰術導軌，讓使用者能夠根據需要加裝諸如光學瞄準具、前握把及／或戰術燈等多種附件。
布鲁加&托梅公司也為GL-06提供了多樣化的槍托選擇，包括框架式槍托、桿式槍托以及塗裝不同色彩的款式等。由於GL-06主要使用聚合物材料，在沙漠或寒區等極端氣溫條件下操作時，使用者不必再像使用舊型號榴榴彈發射器系統那樣擔心手會被其所燙傷或凍傷。

## 衍生型
另外，亦有一種特別設計用於非致命性版本的GL-06，命名為LL-06。雖然LL-06被宣傳為GL-06的其中一種衍生型，但是唯一的分別就是槍身的部份颜色變為黄色，兩種版本都完全能夠發射所有低膛壓的致命和非致命性40×46毫米低速榴彈。由於槍身的部份颜色變為顯眼的黄色，在緊急使用亦能夠讓別人知道不是戰鬥用途。

## 使用國

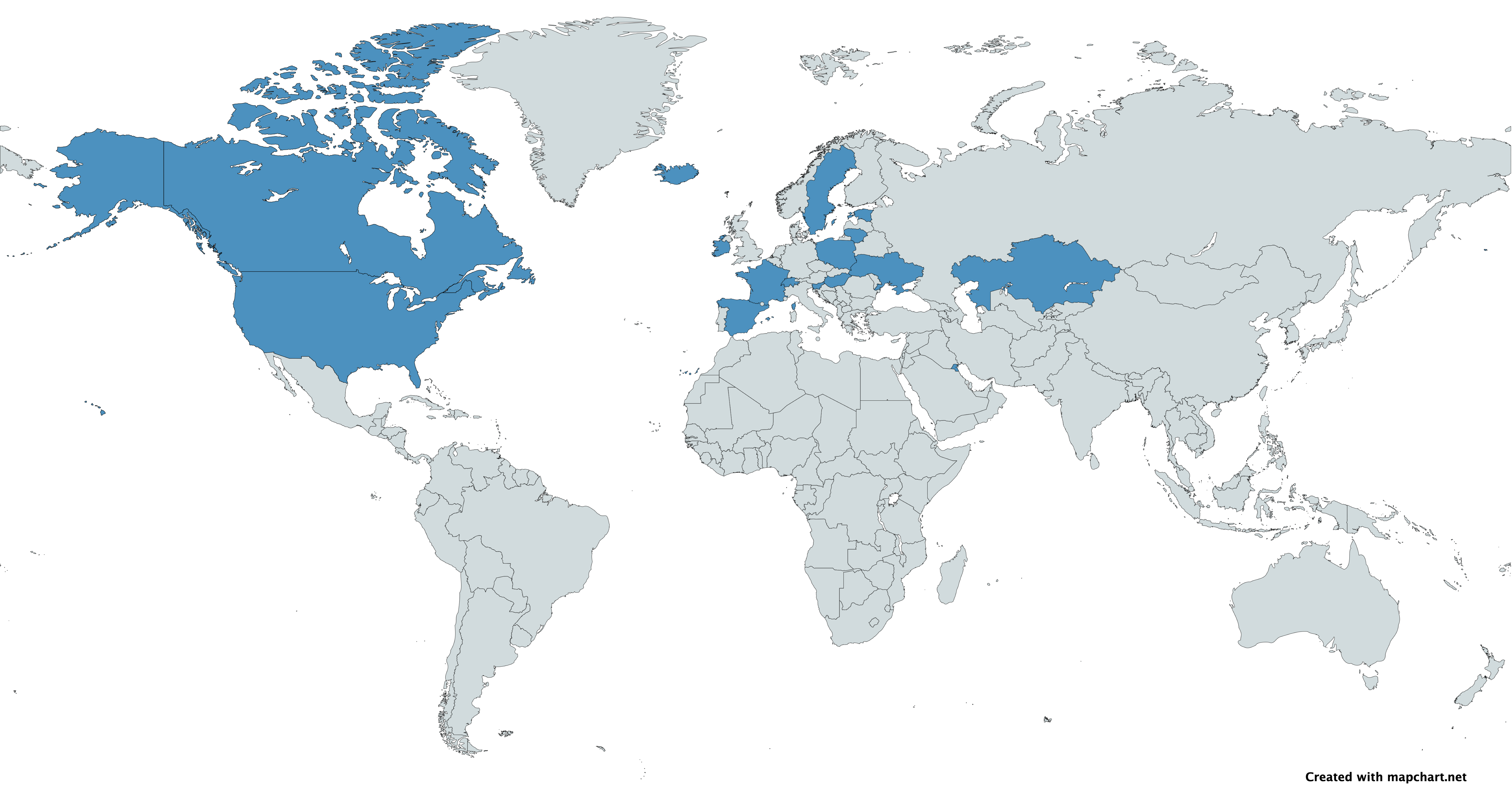
世界地圖的藍色區域為B&T GL06的使用國。

- 爱沙尼亚
  - 愛沙尼亞陸軍（英语：Estonian Land Forces）
- 法國
  - 法國國家憲兵干預組（命名為LBD40）[1]
  - 法國國家警察搜索，支援，干預，威懾部隊
- 香港
  - 香港警務處特別戰術小隊[2]
- 伊拉克库尔德斯坦
- 冰島
  - 冰島警察（英语：Icelandic Police）
- 波蘭
  - 波蘭警察（英语：Policja）
- 中華民國
  - 內政部警政署刑事警察局除暴特勤隊
- 西班牙
  - 警察單位
- 瑞典
  - 警察單位，用於發射催淚彈
- 瑞士
  - 瑞士武裝部隊（英语：Military of Switzerland）
- 乌克兰：本土生產，命名為“Fort-600”。
  - 烏克蘭武裝部隊
- 美国
  - 聯邦調查局人質拯救隊
  - 美國邊境巡邏隊
  - 部份聯邦及地方執法機關

## 流行文化
B&T GL-06榴彈發射器同時出現在多個电影、电子游戏和动畫裡，例如：

### 电影
- 2008年—：經修改，發射小型飛彈，由Gorsky的手下所使用。
- 2013年—：裝上瞄準鏡和前握把，由大韓民國國家情報院特工鄭志信（韓石圭飾演）所使用。

### 电子游戏
- 2011年—：黑色和黃色槍身，命名為「龍蝦榴彈發射器」，配備了折疊式槍托，無可裝上配備。
- 2012年—：命名為「G106」。可以發射煙霧彈、破片彈和EMP彈。
- 2013年—：最早於中國大陸版2016年7月20日時推出。以B&T GL-06為藍本，但改為金色槍身並將槍口擴大為方型喇叭狀槍口，發射捕捉網，命名為「黃金蛛网发射器」（Net Launcher Gold）。
- 2014年—《看門狗》：命名為「G106」，可由主角艾登·皮爾斯（Aiden Pearce，由諾姆·詹金斯配音）所使用。

### 動畫
- 2014年—《寄生獸 生命的準則》：對抗寄生生物的東福山市政廳攻防戰中，由陸上自衛隊中校山岸（やまぎし，聲：小山力也）所使用。

## 資料來源
1. ↑  .   [2014-10-08]. （原始内容存档于2016-02-22）.
2. ↑  .   [2023-05-08]. （原始内容存档于2023-05-09）.

- （英文）—LL-06 Single Shot Weapon
- （英文）—LL-06 Technical Specifications ans Manual[永久]

## 外部連結
- （英文）—Brügger & Thomet官方網站
- （英文）—Modern Firearms—GL-06 40mm grenade launcher
- （英文）—Weapon.ge—Brügger & Thomet GL-06（页面存档备份，存于）
- （英文）—Military, Security and Civilian Guns and Equipment—Brugger & Thomet GL-06（页面存档备份，存于）
- （英文）—weaponsystems.net－GL-06（页面存档备份，存于）
- （英文）—The Firearm Blog.com—
  - Green Alps, blue lakes, fine guns. A brief report from B+T AG facility in Thun, Switzerland（页面存档备份，存于）
  - The B&T APC-9 Submachine Gun, VP9 Pistol And Others (B&T Police & Military Day 2015) ［PHOTO HEAVY］（页面存档备份，存于）
  - Simunition At B&T Police & Military Day 2015（页面存档备份，存于）